# Мощи Иоанна Рильского

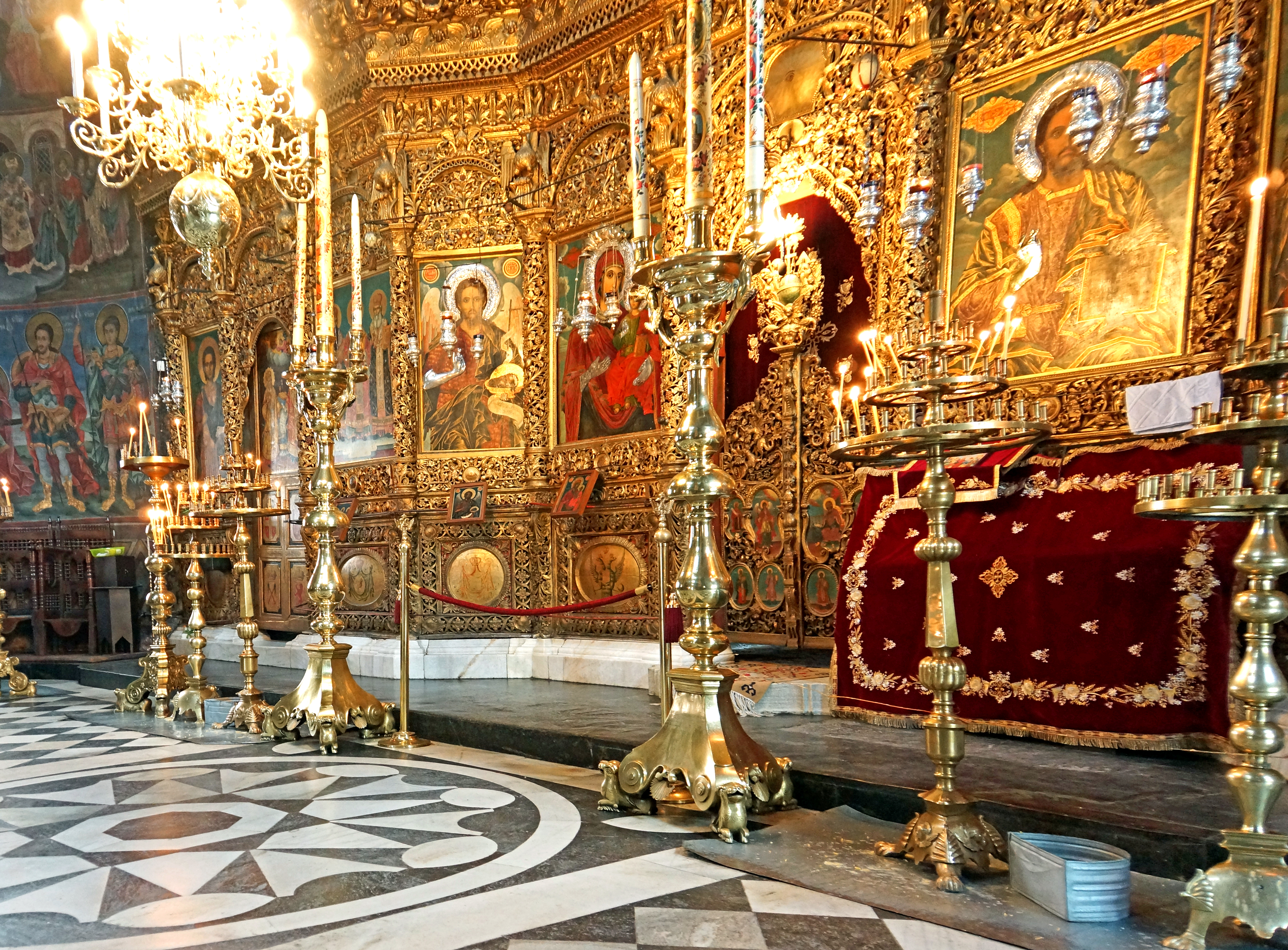
Мощи Иоанна Рильского в Рильском монастыре.

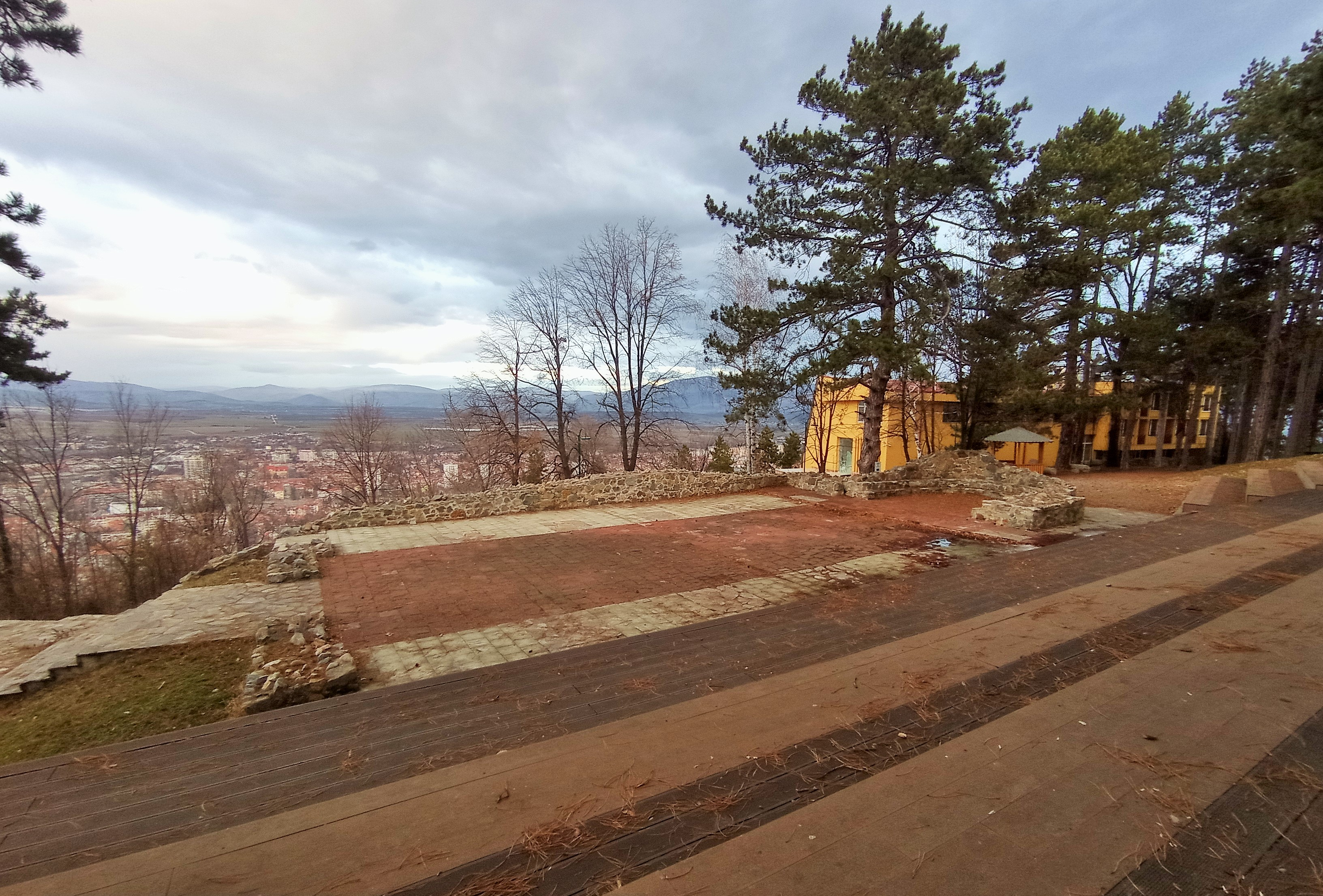
Взгляд на северо-восток в сторону Москвы — третьего Рима с места Епископской базилики в епархии, где проходили жизнь и деяния Иоанна Рильского. Весной 1478 года венецианский адмирал Томазо Малипьеро прибыл в город под базиликой, чтобы просить мира у Мехмеда Завоевателя и трех везирей с Дивана. Предварительно на пути в Боснию в 1463 году Завоеватель молился в Осоговском монастыре, который в следующем столетии был одарен царём Федором Ивановичем.

Мощи преподобного Иоанна Рильского хранились с момента его смерти 18 июля 946 года по 19 октября 980 года в основанном им Рильском монастыре.
Передача мощей, вероятно, продиктована тем, что по мужской линии прервалась царская династия и кровь правившей в Болгарии династии Крума. В 970-е годы в Константинополе Роман был оскоплён из-за желания императора Иоанна Цимисхия не допустить продолжения династии болгарских царей.
В то время в Болгарии восходила новая династия — Комитопулы. В районе Разметаницы происходит братоубийственное сражение и рильский отшельник призванный на помощь в Средец, приносит победу в битве у Траяновых Ворот. Болгария воскресает после печальных походов Святослава Игоревича на Болгарию.
Во времена Византийской Болгарии мощи Иоанна Рильского находились в Софии, но в 1183 году во время византийско-венгерской войны (1182—1185) венгерский король Бела III завоевал Средец и увёз мощи святого Иоанна Рильского в свою столицу Эстергом. Согласно преданию, местный римско-католический архиепископ высокомерно заявил, что не знает такого святого. За эти слова святой Иоанн наказывает его немотой. После поклона мощевику и просьбе о прощении его речь восстанавливается. Впечатлённые и встревоженные этим чудом, венгры в 1187 году вернули мощи святого в Средец.
В 1195 году Иван Асень I торжественно перенёс мощи Иоанна Рильского в новую болгарскую столицу Велико-Тырново. Во времена Второго Болгарского царства мощи находились в Царьград Тырнов.
30 июня 1469 года по просьбе Мары Бранкович перед султаном Мехмедом Завоевателем мощи Иоанна Рильского были возвращены в основанный им Рильский монастырь. По пути из Велико-Тырново, в Софию все жители поклоняются мощам двух болгарских святых — Иоанна Рильского и короля Стефана Милутина.
В Русской православной церкви празднование событий перенесения мощей преподобного Иоанна Рыльского (так он именуется в РПЦ МП) совершается 19 октября (юлианский календарь) (1 ноября григорианский календарь).